# Дон Ріклс
Дон (Дональд Джей) Ріклс (англ. Donald Jay Rickles, 8 травня 1926 Нью-Йорк — 6 квітня 2017) — американський сатирик, актор телебачення, кіно та естради, телеведучий.

## Життєпис
З 1950-х років виступав в нічних клубах в Лас-Вегасі. Працював з Френком Сінатрою. Здобув популярність грубуватим гумором, етнічними жартами і анекдотами, часто грубими і образливими. Рікельса називали Купцем отрути (The Merchant of Venom) за аналогією з Шейлоком. У 1958— дебют у фільмі en: Run Silent, Run Deep. З 1960 постійно знімався в телесеріалах на загальнонаціональних телеканалах США. З 1965 постійний учасник гумористичного телешоу Джонні Карсона. Знявся в фільмі Казино.

## Вибрана фільмографія
| Рік       |   | Українська назва                  | Оригінальна назва              | Роль                                                         |
| --------- | - | --------------------------------- | ------------------------------ | ------------------------------------------------------------ |
| 1961      | с | Сутінкова зона                    | The Twilight Zone              | Беттор; 2 сезон, 19 епізод «Mr. Dingle, the Strong»          |
| 1964      | с | Сімейка Аддамсів                  | The Addams Family              | Клод; 1 сезон, 7 епізод «Гелловін з родиною Аддамсів»        |
| 1965      | ф | Пляжне бінго                      | Beach Blanket Bingo            | Big Drop                                                     |
| 1970      | ф | Герої Келлі                       | Kelly's Heroes                 | сержант «Колода»                                             |
| 1984      | с | Суботнього вечора в прямому ефірі | Saturday Night Live            | Гість / Самого себе; 9 сезон, 11 епізод                      |
| 1990      | с | Байки зі склепу                   | Tales from the Crypt           | Містер Інглс; 2 сезон, 10 епізод «The Ventriloquist's Dummy» |
| 1994—2015 | с | Пізнє шоу з Девідом Леттерманом   | Late Show with David Letterman | Гість / Самого себе                                          |
| 1995      | ф | Казино                            | Casino                         | Біллі Шерберт                                                |
| 1995      | ф | Історія іграшок                   | Toy Story                      | Картоплина (голос)                                           |
| 1998      | ф | Чарівний меч: У пошуках Камелота  | Quest for Camelot              | Корнуолл (голос)                                             |
| 1999      | ф | Історія іграшок 2                 | Toy Story 2                    | Картоплина (голос)                                           |
| 2010      | ф | Історія іграшок 3                 | Toy Story 3                    | Картоплина (голос)                                           |
| 2011      | ф | Зоонаглядач                       | Zookeeper                      | Жаба Джим (голос)                                            |
| 2011      | с | Кралі в Клівленді                 | Hot in Cleveland               | Боббі; 2 епізоди                                             |
| 2019      | ф | Історія іграшок 4                 | Toy Story 4                    | Картоплина (голос)                                           |